# يوري (فنانة)
يوريديا فالينزويلا كانسيكو (Yuridia Valenzuela Canseco) (من مواليد فيراكروز Veracruz, 6 يناير 1964)، المعروفة فنيا باسم يوري (Yuri) ، هي مغنية وممثلة ومذيعة في التلفزيون المكسيكي. وقد ظلت نشطة في أمريكا اللاتينية على مدى السنوات ال 39 الماضية.
لديها شهرة كبيرة في أمريكا اللاتينية، وتعرف باسم «لا جاروشا»"La Jarocha"..

## السيرة الذاتية
هي ابنة الوالدين السبتيين adventistas. والدها هو طبيب واسمه كارلوس إغناسيو فالينزويلا Carlos Ignacio Valenzuela ووالدتها دولسي كانسيكو Dulce Canseco. لديها شقيقان، كارلوس Carlos وياميلي Yamili. خلال طفولتها وبالتوازي مع تدريبها في المدرسة في فيراكروز،
درست يوري الرقص الكلاسيكي وحصلت على منحة إلى الباليه البولشوي Ballet Bolshoi في روسيا في مسابقة في سن الحادية عشرة، والتي لم تستغلها لأن والديها منعوها من القيام بذلك.

ساعدتها والدتها، دولسي كانسيكو، في التعويض، للدخول في مجموعة تسمى لا مانزانا إليكتريكا، التي كانت مشهورة بالفعل في ميناء فيراكروز لغناء الأغاني من قبل الفنانين مثل مايكل جاكسون وجانيس جوبلين. في وقت لاحق، بعد نجاح يوري، دعت نفسها باسمها الجديد يوري لا مانزانا إليكتريكا La Manzana Eléctrica,. ؛
غنت المجموعة في الحفلات في مسقط رأسهم، وكذلك في المهرجانات العامة، التي غنت فيها بالتناوب مع سيليا كروز Celia Cruz.. خلال العرض الذي قدمته المجموعة، قام المدير الفني، والمنسق خوليو جاراميلو أريناس Julio Jaramillo Arenas, من Gamma باكتشاف إمكانات المغنية، واقترح تسجيل أول ألبوم كامل لها.

قبلت والدتها الاقتراح، ومن تلك اللحظة أصبح مديرا لها. انتقلوا إلى مكسيكو سيتي، ولكن من دون الدعم المالي من الأسرة.

. قام خوليو جاراميلو بإنتاج ألبومها الأول، الذي تضمن النسخة الإسبانية من أغنية You Light Up My Life، من قبل المطربة الأمريكية ديبي بون Debby Boone, التي كانت أول أغنية لها على مستوى البلاد. ومع ذلك، فإن الألبوم لم يحقق النجاح المطلوب.
لكنه منحها الفرصة لتقديم أول وظيفة لها في التمثيل في فيلم Milagro en el circo, .

### صعودها للنجومية
في عام 1979، مثلت يوري المكسيك في مهرجان أوتي Festival OTI؛ قررت هيئة القضاة بالإجماع أنها تمنحها «جائزة أفضل فنانة جديد».
أقنعت الجائزة الجديدة المنتج التنفيذي، خوليو جاراميلو Julio Jaramillo، بتسجيل ألبوم ثان بعنوان يوري. أعطى هذا الألبوم يوري أول نجاح لها، «وأمل»، وساعدها على الظهور في المسلسلات المكسيكية. بعد وقت قصير من تسجيل ألبومها الثاني، بدأت يوري في جولة موسيقية دولية في أمريكا الوسطى والجنوبية، ومنطقة البحر الكاريبي، والولايات المتحدة. "Primer Amor؛"، "Goma de Mascar" و "Regresarás" هي الأغاني الأكثر شعبية في أمريكا اللاتينية. في عام 1981، غنت أغنية "Deja" لخوسيه ماريا نابليون في مهرجان أوتي، احتلت المركز الثالث في فئة «أفضل مطربة».
في عام 1982، سجلت يوري ألبومها الثالث وسجلها الذهبي الأول في أمريكا اللاتينية وإسبانيا، Llena de Dulzura، مع نجاح أغنيات "Mi Timidez"؛ "Llena de Dulzura"؛ "Tú y Yo"؛ "Este Amor Ya No Se Toca "و" Maldita Primavera "(النسخة الإسبانية من أغنية" Maledetta Primavera "للمغنية الايطالية لوريتا غوجي Loretta Goggi)). وفي العام نفسه، سجلت أغنية، "El Pequeño Panda De Chapultepec"، مكرسة ل توهوي Tohui، واحدة من الباندات الأولى التي ولدت في الأسر في المكسيك.والتي باعت منها مليون نسخة في السنة الأولى.

## أعمالها

### ألبومات استوديو Álbumes de estudio
- 1978: Ilumina tu Vida
- 1980: Esperanzas
- 1981: Llena de Dulzura
- 1983: Yuri (Yo Te Amo, Te Amo)/...Soy Así
- 1984: Karma Kamaleon
- 1985: Yo te pido amor
- 1986: Yuri (Un Corazón Herido)
- 1987: Aire
- 1988: Isla del Sol
- 1989: Sui Generis
- 1990: Soy Libre
- 1992: Obsesiones
- 1993: Nueva Era
- 1994: Reencuentros
- 1995: Espejos del Alma
- 1996: Más fuerte que la vida
- 1998: Huellas
- 2000: Que tu fe nunca muera
- 2002: Enamorada
- 2004: Yuri (A lo mexicano)
- 2006: Acompáñame
- 2007: Vive la Historia
- 2008: Mi Hijita Linda
- 2009: El Concierto
- 2010: Inusual
- 2011: Mi Tributo al Festival
- 2013: Mi Tributo al Festival II
- 2015: Invencible
- 2017: Primera Fila

### جولات
- 1991-1992: Tour Libre
- 1993: Tour Obsesiones
- 1994: Gira Nueva Era
- 1996-1997: Gira Espejos del Alma
- 1998: Gira Mas Fuerte Que Nunca
- 1999-2000: Tour Huellas
- 2001-2002: Gira Que la Nunca Muera
- 2003-2004: Tour Enamorada
- 2005: Tour A Lo Mexicano
- 2006-2007: Tour Vive la Historia
- 2008-2009: Yuri en Concierto
- 2011: Tour Inusual
- 2012-2013: Tour Mi Atributo al Festival
- 2014: Siempre Amigas Tour
- 2014: Yuri en Concierto 2014
- 2015-2017: Invencible Tour
- 2017: Tan Cerquita Tour

### سينما
| العمل                       | السنة | الدور      |
| --------------------------- | ----- | ---------- |
| Milagro en el circo         | 1978  | Lily       |
| Secuestro en Acapulco       | 1983  | Rosita     |
| Soy libre                   | 1991  | Ella Misma |
| Altos instintos             | 1997  |            |
| Yuri, mi verdadera historia | 1999  | Ella Misma |

### تلفزيون
| العمل                                                    | السنة           | الدور                            |
| -------------------------------------------------------- | --------------- | -------------------------------- |
| Colorina                                                 | 1980            | Italia "Ita" Ferrari             |
| El show de las estrellas                                 | 1981-1989       | Invitada Especial                |
| Verónica (telenovela)\|Verónica                          | 1983            | Norma                            |
| No te muevas                                             | 1993            | Presentadora                     |
| Volver a empezar (telenovela mexicana)\|Volver a empezar | 1994-1995       | Renata "Reny" Jiménez / Chaquira |
| ¡Vivan los niños!                                        | 2002            | Regina                           |
| La hora pico                                             | 2002            | Ella misma                       |
| Objetivo fama                                            | 2006-2008       | Presentadora                     |
| Cantando por un sueño                                    | 2006            | Jurado                           |
| La fea más bella                                         | 2007            | Ella Misma                       |
| Noche de Estrellas                                       | 2008            | Presentadora                     |
| Segundo Campeonato Mundial de Baile                      | 2010            | Presentadora                     |
| Pequeños Gigantes                                        | 2011            | Invitada                         |
| Pequeños Gigantes 2                                      | 2012            | Invitada                         |
| Fiebre de Viña                                           | 2011            | Jurado                           |
| LII Festival Internacional de la Canción de Viña del Mar | 2011            | Presentadora                     |
| Una noche con Yuri (programa mensual)                    | 2012-a la fecha | Presentadora                     |
| Desmadruga2                                              | 2012            | Invitada especial                |
| Todo incluido                                            | 2013            | Ella misma                       |
| La Voz... México                                         | 2014            | Coach                            |

## وصلات خارجية
- يوري(فنانة) على موقع IMDb (الإنجليزية)
- يوري(فنانة) على موقع ميوزك برينز (الإنجليزية)
- يوري(فنانة) على موقع ديسكوغز (الإنجليزية)
- يوري(فنانة) على موقع كينوبويسك (الروسية)